# Barranc de les Lleres
El barranc de les Lleres és un barranc del terme de Conca de Dalt, al Pallars Jussà, dins dels antics termes d'Hortoneda de la Conca i d'Aramunt.
Es forma a la mateixa Serra de Pessonada, al nord del poble d'aquest mateix nom i a llevant de la partida de la Tremor, des d'on davalla cap al sud-oest. Travessa el Camí vell de Pessonada a Hortoneda i tot seguit la Carretera de Pessonada, Deixa a la dreta -nord i nord-oest- les partides de les Ribes Roies i de les Quadres i al sud la de Colomina, fins que al nord de la partida de Lleres s'aboca en el barranc de les Cadolles, just a ponent de la Font de la Figuereta. Poc abans passa a migdia de la Font Paradís.